# Rocky Mountain High
《Rocky Mountain High》는 1972년 9월 15일, 미국의 싱어송라이터 존 덴버가 발표한 여섯 번째 스튜디오 음반이다. 이 음반은 그의 첫 번째 미국 톱 10 음반 (4위)로 싱글 〈Rocky Mountain High〉에 의해 추진되었으며, 게다가 영국에서 11위에 올랐다. 이 음반의 커버 사진은 콜로라도주 애스펀의 리오 그랜드 트레일, 슬러터하우스 폭포에서 찍은 것이다.

## 평가
| 전문가 평가 | 전문가 평가 |
| 평가 점수   | 평가 점수   |
| 출처        | 점수        |
| ----------- | ----------- |
| Allmusic    | [ 1 ]       |
| Creem       | C           |

1972년 7월, 《레코드 월드》는 싱글 〈Goodbye Again〉을 "〈Leaving on a Jet Plane〉과 같은 계열의 스탠더드가 될 가능성이 있는 슬프고 부드러운 발라드"라고 평했다. 같은 해 9월, 《레코드 월드》는 싱글 〈Hard Life, Hard Times (Prisoners)〉에 대해 "후반부에 대위법을 잘 활용했다"고 호평했다.
올뮤직의 윌리엄 룰먼은 《Rocky Mountain High》에 대해 다음과 같이 평했다. "덴버는 여전히 전곡을 자신의 곡만으로 채우지 못하고 있었는데 (이번에는 비틀즈와 존 프라인 같은 예전 인기 아티스트의 곡을 커버했다), 그와 그의 오랜 백업 연주자들인 베이시스트 딕 니스와 기타리스트 마이크 테일러는 향후 수년간 엄청난 인기를 얻게 될 활기찬 포크-컨트리 사운드로 진화하고 있었다." 룰먼은 〈Goodbye Again〉과 〈For Baby (For Bobbie)〉를 주목하며, 특히 전자를 "덴버 최고의 발라드 중 하나"라고 극찬했다.

## 곡 목록
| #  | 제목                      | 작사·작곡              | 재생 시간 |
| -- | ------------------------- | ---------------------- | --------- |
| 1. | 〈Rocky Mountain High〉   | 존 덴버, 마이크 테일러 | 4:37      |
| 2. | 〈Mother Nature's Son〉   | 존 레논, 폴 매카트니   | 2:28      |
| 3. | 〈Paradise〉              | 존 프린                | 2:13      |
| 4. | 〈For Baby (For Bobbie)〉 | 덴버                   | 2:57      |
| 5. | 〈Darcy Farrow〉          | 스티브 질레트, 톰 캠벨 | 4:22      |
| 6. | 〈Prisoners〉             | 덴버                   | 3:36      |

| #  | 제목                                                                        | 작사·작곡             | 재생 시간 |
| -- | --------------------------------------------------------------------------- | --------------------- | --------- |
| 1. | 〈Goodbye Again〉                                                           | 덴버                  | 3:36      |
| 2. | 〈Season Suite: Summer〉                                                    | 덴버, 테일러, 딕 니스 | 2:51      |
| 3. | 〈Season Suite: Fall〉                                                      | 덴버, 테일러, 니스    | 1:38      |
| 4. | 〈Season Suite: Winter〉                                                    | 덴버, 테일러, 니스    | 1:36      |
| 5. | 〈Season Suite: Late Winter, Early Spring (When Everybody Goes to Mexico)〉 | 덴버, 테일러, 니스    | 4:00      |
| 6. | 〈Season Suite: Spring〉                                                    | 덴버, 테일러, 니스    | 2:27      |